# Zalmay Khalilzad
Zalmay Mamozy Khalilzad (Mazar-i-Sharif, 22 marzo 1951) è un diplomatico statunitense di origini afghane, dal 30 aprile 2007 al 22 gennaio 2009 Rappresentante permanente alle Nazioni Unite.
Nel settembre 2018 il Segretario di Stato Mike Pompeo ha nominato Khalilzad Rappresentante speciale per la riconciliazione dell'Afghanistan, inviato come negoziatore con la missione di garantire una risoluzione pacifica del conflitto in Afghanistan. Ha continuato a svolgere questo ruolo anche sotto l'amministrazione di Joe Biden.
Nell'ottobre 2021, la CNN ha riferito che Zalmay Khalilzad, il principale inviato degli Stati Uniti per l'Afghanistan, lascerà il suo incarico in Afghanistan, dopo la fine del ritiro delle forze americane in Afghanistan.